# Edipo (Purcell)
Edipo (Oedipus) è una composizione di Henry Purcell destinata ad essere eseguita come musica di scena per l'Edipo re di Sofocle.
Fu eseguita per la prima volta nel 1692 e corrisponde al numero di catalogo Z 583.
Consta di quattro pezzi:
1. Prelude and Song, "Hear, ye sullen powers below"
2. Song, "Music for a while"
3. Song, "Come away, do not stay"
4. Song, "Laius! Hear, hear"